# Бонье, Жером
Жером Бонье (фр. Jérôme Baugnies; род. 1 апреля 1987 в Суаньи, провинция Эно, Бельгия) — бельгийский профессиональный шоссейный велогонщик, выступающий за проконтинентальную команду «Wanty-Groupe Gobert».	

## Достижения
2005
3-й Париж — Рубе U19
2006
2-й Гран-при Крикельона
2007
1-й — Этап 5 (кг) Вольта Льейды
2008
1-й Гран-при Бекмана-Де Калюве
2-й Тур Фландрии U23
2009
5-й Чемпионат мира U23 в групповой гонке
2010
1-й  Горная классификация Волта Алгарви
3-й Три варезенские долины
2011
2-й Эшборн — Франкфурт
2013
1-й Каттекурс
3-й Гран-при Импанис–Ван Петегем
3-й Гран-при Ножан-сюр-Уаза
2014
1-й — Этап 2 Тропикаль Амисса Бонго
2-й Джиро ди Тоскана
3-й Тур Фьордов
1-й — Этап 1
3-й Эшборн — Франкфурт
3-й Гран-при Аргау
2015
1-й Дрёйвенкурс Оверейсе
2-й Тур Финистера
2-й Гран-при Жан-Пьера Монсере
2-й Стадпрейс Герардсберген
2016
1-й Дрёйвенкурс Оверейсе
1-й Велотрофей Йонга Мар Мудига
1-й — Этап 3 Рона-Альпы Изер Тур
1-й  Спринтерская классификация Вуэльта Андалусии
2-й Гран-при Пино Черами
2-й Гран-при Бекмана-Де Калюве
3-й Гран-при Валлонии
2017
1-й Дрёйвенкурс Оверейсе
3-й Гран-при Жан-Пьера Монсере
3-й Де Кюстпейл
2018
1-й Гран-при Зоттегема
1-й Велотрофей Йонга Мар Мудига
2-й Гран-при Пино Черами
3-й Рона-Альпы Изер Тур
3-й Такс Про Классик